# Peter Knaack
Peter Knaack (geboren 1968 in Königstein im Taunus) ist ein deutscher Schauspieler.

## Leben
Knaack absolvierte seine Schauspielausbildung in den Jahren 1990 bis 1993 an der Münchner Otto-Falckenberg-Schule.
Sein erstes Engagement erhielt er von 1993 bis 1996 an den Städtischen Bühnen Freiburg. Danach war er bis 1999 am Nationaltheater Mannheim fest verpflichtet. Nach weiteren Stationen am Deutschen Schauspielhaus Hamburg, dem Zürcher Schauspielhaus und dem Berliner Maxim-Gorki-Theater trat er im Jahr 2001 erstmals am Schauspiel Hannover auf, dessen festem Ensemble er von 2004 bis 2009 angehörte. Hier war er unter anderem in Inszenierungen von Barbara Bürk, Jürgen Gosch und Rafael Sanchez zu sehen. In der Regie von Sebastian Nübling spielte er in Hannover in Mamma Medea, Wilde – Der Mann mit den traurigen Augen und in Shakespeares Was ihr wollt, tragende Rollen übernahm er auch in der Peter-Kastenmüller-Inszenierung von Ödön von Horváths Zur schönen Aussicht und in der Nicolas-Stemann-Dramatisierung von Kurt Vonneguts Schlachthof 5 oder Der Kinderkreuzzug. In David Martons Kombinationsinszenierung der Monstretragödien Frank Wedekinds – Erdgeist und Die Büchse der Pandora – sowie Alban Bergs darauf beruhender Oper Lulu verkörperte er die Rolle des Dr. Schön. Diese Produktion wurde 2010 auch am Staatsschauspiel Dresden gezeigt.
Mit der Spielzeit 2009–10, dem Direktionsantritt von Matthias Hartmann, wurde Knaack Ensemblemitglied des Wiener Burgtheaters. Er war u. a. an Inszenierungen von Luc Bondy, Alvis Hermanis, Stephan Kimmig und Roland Schimmelpfennig beteiligt. Stefan Bachmanns Inszenierung des Natascha-Kampusch-Stückes Die Beteiligten wurde 2011 zum Berliner Theatertreffen eingeladen. In Hartmanns Regie war der Schauspieler u. a. im Faust 2 zu sehen, weiters in der Botho-Strauß-Uraufführung Das blinde Geschehen und in Tolstois Krieg und Frieden, die mit einem Nestroy-Spezialpreis ausgezeichnet wurden.
In der Spielzeit 2013–14 war Knaack zweimal als Lesender in Burgproduktionen zu hören der Zeitzeugenproduktion Die letzten Zeugen von Doron Rabinovici und Matthias Hartmann, die zum Berliner Theatertreffen 2014 eingeladen wurde, sowie bei Katie Mitchells Dramatisierung von Handkes Erzählung Wunschloses Unglück im Kasino am Schwarzenbergplatz.
Sein Debüt vor der Kamera gab Knaack 1997 in dem Fernsehfilm Mein Kind muss leben. Seither sah man ihn in zahlreichen Nebenrollen von TV-Serien wie Doppelter Einsatz (2001), St. Angela, Das Duo und Drei mit Herz (alle 2002), sowie Ein Fall für zwei (2007). In einer Episode der Serie In aller Freundschaft war er 2007 der männliche Hauptdarsteller, in der Tatort-Episode Erntedank e. V. übernahm er 2008 die Rolle des Moritz Zacher. Außerdem war Knaack in den Fernsehspielen wie Bargeld lacht (2000, Regie: Hajo Gies) und Die Rosenkrieger 2 (2004, Regie: Ulrich Stark) zu sehen.
Im Kino sah man Knaack in einer Nebenrolle in Carsten Fiebelers Jugendfilm Kleinruppin forever (2004) und als Insolvenzverwalter in Christian Petzolds mehrfach ausgezeichnetem Spielfilm Yella (2008). Weiters spielte er Hauptrollen im Tanja Brzakovic' Kurzfilm Hochzeitstag (2001) und in ihrem Horrorfilm Geisterstunde (2006). In Rudolf Thomes Beziehungsgeschichte Das rote Zimmer (2010) verkörperte er den Kussforscher Fred, in Marvin Krens Thriller Blutgletscher (2013) übernahm er wiederum eine tragende Rolle.

## Rollen am Burgtheater (Auswahl)
- 2009–11: Antonius und Cleopatra von William Shakespeare (Sextus Pompeius) – Regie: Stefan Pucher
- 2009–11: Faust. Der Tragödie zweiter Teil von Johann Wolfgang Goethe (Phorkyas u. a.) – Regie: Matthias Hartmann
- 2010–12: Die Beteiligten von Kathrin Röggla (der möchtegern-journalist) – Regie: Stefan Bachmann
- 2010–12: Peggy Pickit sieht das Gesicht Gottes von Roland Schimmelpfennig (Martin) – Regie: Roland Schimmelpfennig
- 2010–14: Krieg und Frieden von Leo Tolstoi (Fürst Andrej Bolkonskij u. a.) – Regie: Matthias Hartmann
- 2011–12: Das blinde Geschehen von Botho Strauß (Jonathan) – Regie: Matthias Hartmann
- 2011–12: Das weite Land von Arthur Schnitzler (Demeter Stanzides) – Regie: Alvis Hermanis
- 2012–13: Das fliegende Kind von Roland Schimmelpfennig (Ein Mann um die Vierzig) – Regie: Roland Schimmelpfennig
- 2012–13: Wastwater von Simon Stephens (Mark) – Regie: Stephan Kimmig
- 2012–14: In 80 Tagen um die Welt nach Jules Verne (Mr. Phileas Fogg) – Regie: Annette Raffalt
- 2013–14: Tartuffe von Molière (Damis) – Regie: Luc Bondy
- 2013–14: Die letzten Zeugen von Doron Rabinovici und Matthias Hartmann (Lesender)
- 2013–14: Wunschloses Unglück von Peter Handke (Stimme des Sohnes) – Regie: Katie Mitchell
- 2014–15: Die Möwe von Anton Tschechow (Semjon Semjonowitsch Medwedjenko) – Regie: Jan Bosse
- 2014–15: Dantons Tod von Georg Büchner (Camille Desmoulins) – Regie: Jan Bosse
- 2014–15: Am Beispiel der Butter von Ferdinand Schmalz (Adi) – Regie: Alexander Wiegold
- 2014–15: Im Reich der Tiere von Roland Schimmelpfennig (Dirk) – Regie: Roland Schimmelpfennig
- 2015–16: Der Herzerlfresser von Ferdinand Schmalz (Irene) – Regie: Alexander Wiegold
- 2017–18: paradies fluten von Thomas Köck (Vater) – Regie: Robert Borgmann
- 2017–19: Der Volksfeind von Henrik Ibsen (Aslaksen) – Regie: Jette Steckel
- 2018–19: Saturn kehrt zurück von Noah Haidle (Gustin, 58) – Regie: Sara Abbasi
- 2018–19: Mephisto nach Klaus Mann (Otto Ulrichs) – Regie: Bastian Kraft
- 2019: In Ewigkeit Ameisen von Wolfram Lotz – Regie: Jan Bosse

## Rollen am Schauspiel Köln
- 2018–19: Drei Schwestern von Anton Tschechow (Oberst Werschinin) – Regie: Pınar Karabulut
- 2018–20: Schnee Weiss von Elfriede Jelinek – Regie: Stefan Bachmann
- 2020–21: Warten auf Godot  von Samuel Beckett (Wladimir) – Regie: Jan Bosse
- 2020–21: Schwarzwasser von Elfriede Jelinek – Regie: Stefan Bachmann
- 2021–22: Falstaff nach William Shakespeare – Regie:Jan Bosse
- 2024   : Sommernachtstraum von William Shakespeare – Regie:Jan Bosse

## Rollen am Schauspiel Basel
- 2021–2022: Verlorene Illusionen von Honoré de Balzac – Regie: Martin Labarenz
- 2022       Der Spieler von Fjodor Michailowitsch Dostojewski – Regie: Pınar Karabulut
- 2023–2024  Das Leben ist unaufhaltsam  von Natalia Blok – Regie: Peter Kastenmüller

## Auszeichnungen
- 2003: Einladung zum Berliner Theatertreffen – mit Richard III. / Insz.: Stefan Pucher / Schauspielhaus Zürich
- 2004: Einladung zum Berliner Theatertreffen – mit Wilde – Der Mann mit den traurigen Augen / Insz.: Sebastian Nübling / Schauspiel Hannover und Steirischer Herbst
- 2006: Einladung zum Berliner Theatertreffen – mit Drei Schwestern / Insz.: Jürgen Gosch / Schauspiel Hannover
- 2008: Einladung zum Berliner Theatertreffen – mit Pornographie / Insz.: Sebastian Nübling / Schauspiel Hannover, Deutsches Schauspielhaus Hamburg und Festival Theaterformen
- 2011: Einladung zum Berliner Theatertreffen – mit Die Beteiligten / Insz.: Stefan Bachmann / Burgtheater Wien
- 2014: Nominierung Max-Ophüls-Preis – für den Kinofilm Blutgletscher von Marvin Kren
- 2014: Einladung zum Berliner Theatertreffen mit Die letzten Zeugen. Inszenierung Doron Rabinovici und Matthias Hartmann, Burgtheater Wien

## Filmografie
- 1997: Mein Kind muss leben
- 1998: Die Wache – Gewissensbisse
- 2001: Hochzeitstag
- 2001: Doppelter Einsatz – Rache
- 2002: Das Duo: Totes Erbe
- 2004: Kleinruppin forever
- 2006: Geisterstunde
- 2007: Yella
- 2007: In aller Freundschaft – Ein Vater zu viel
- 2008: Tatort: Erntedank e. V.
- 2008: Ein Fall für zwei – Mörderische Fälschungen
- 2009: Die Frau, die im Wald verschwand
- 2010: Das rote Zimmer
- 2013: Blutgletscher
- 2014: A House in Berlin
- 2014: Die letzten Zeugen
- 2017: Die letzte Spur – Freispruch
- 2017: Life Guidance
- 2019: Die Chefin – Portofino
- 2020: Die Toten vom Bodensee – Der Blutritt
- 2020: Laim und die Tote im Teppich
- 2020: Alles in bester Ordnung
- 2021: SOKO Köln – Bittersüß
- 2021: SOKO Donau (SOKO Wien) – Ewiges Leben
- 2021: Die Ibiza Affäre
- 2022: Das Netz – Ein Wintermärchen
- 2022: Heart of light
- 2023: Sterne unter der Stadt
- 2024: Die Affäre Cum Ex
- 2025: In aller Freundschaft – Die jungen Ärzte – Zwiespalt